# Arlas
Arlas ist ein Ortsteil von Rosenthal am Rennsteig und liegt im südöstlichen Saale-Orla-Kreis.

## Geographie
Arlas, etwa eineinhalb Kilometer nördlich von Blankenberg, am Waldrand und zu beiden Seiten des Arlasbaches gelegen, ist heute ein Ortsteil von Rosenthal am Rennsteig.

## Geschichte
Erstmals urkundlich erwähnt wurde „Arlas“ 1343. Die Schreibweise war auch Arles, Marles und in früheren Zeiten Ahornis. Durch den Arlasbach gehörte der Ort früher zu zwei verschiedenen Staaten. Der nordwestliche Teil gehörte zur reußischen Herrschaft Lobenstein, während der südöstliche Teil, mit dem Ort Blankenberg zum Regierungsbezirk Erfurt im Königreich Preußen gehörte. Dies war eine Folge des Wiener Kongresses 1815, damals musste das mit Napoleon verbündete Königreich Sachsen erhebliche Teile seines Territoriums an Preußen abtreten.

## Kirche von Arlas
In einer Aufzeichnung der Pfarrei Hof aus dem Jahre 1479 wurde die Kapelle zu Ahorns erstmals urkundlich genannt. Es ist aber anzunehmen, dass die Kirche viel älter ist. Sie stammt jedenfalls aus dem frühen Mittelalter, galt ursprünglich als eine so genannte Feldkirche und soll der heiligen Maria geweiht gewesen sein, zu deren Gnadenbild Wallfahrten aus der Umgebung stattgefunden haben sollen. Ehemalige Reste eines Wallgrabens wiesen darauf hin, dass die Anlage befestigt war.
1343 fiel das Gotteshaus dem Feuer zum Opfer. In späteren Jahrhunderten waren wiederholt Erneuerungsbauten notwendig, so 1446 und 1637. Im letzteren Jahr infolge eines Brandes. Am 23. Mai 1637 war durch die Unvorsichtigkeit eines Bewohners von Blankenberg, der in der Nähe der mit Schindeln gedeckten Kapelle Reisig angezündet hatte, ein Brand entstanden. Nach dem letzten Aufbau bestand die Kirche aus einem elf bis zwölf Meter langen und fast gleich breiten Raum, der von Südwest nach Nordost ausgerichtet war. Um das Gotteshaus befand sich der Gottesacker, auf dem die Bewohner von Blankenberg ihre Toten bestatteten.
Arlas gehörte in den früheren Jahren kirchlich zu Gefell, kam dann zu Berg und 1626 mit Einschränkungen zu Sparnberg im Pfarrbezirk Berg. Der Gottesdienst fand in der Kapelle im Wechsel mit der Kirche zu Sparnberg jeden Sonntag statt. Nach 1637 wurde auf Beschwerde des Pfarrers von Berg, dem der umfangreiche Filialdienst in seinem Bezirk, auch wenn ihm einige Hilfsgeistliche zur Seite standen, zu viel wurde, nur noch viermal im Jahr Gottesdienst gehalten und zwar zu Ostern, Pfingsten und Weihnachten, sowie am Sonntag nach Himmelfahrt, zur Kirchweih. Am Himmelfahrtstag kamen große Scharen von Gläubigen nach Arlas, um in der dortigen Kapelle den Ablass zu erhalten. Die Ablasstage wurden dann zu Volksfesten und Märkten. Sie bestanden bis ins erste Drittel des 19. Jahrhunderts und wurden später ins benachbarte Pottiga verlegt.
Am 1. Mai 1824 wurde die Kirche von Arlas wegen Baufälligkeit und Einsturzgefahr geschlossen.
Der reußische Teil von Arlas wurde nach Frössen gepfarrt und der preußische Teil mit Blankenberg erhielt eine eigene Betstube im alten Blankenberger Schulhaus. Die kirchlichen Handlungen wurden nach wie vor vom Pfarrer zu Berg ausgeübt und die Toten Blankenberger noch bis 1846 auf dem Friedhof der Arlaser Kirche beerdigt. 1869 wurden die letzten Reste der Kirche abgetragen.